# Emmanuelle (prénom)
Pour les articles homonymes, voir Emmanuelle.
Cette page présente le prénom Emmanuelle ainsi que ses variantes.
Emmanuelle est un prénom féminin, féminin du prénom Emmanuel.

## Étymologie
Comme Emmanuel, ce prénom signifie « Bonne nouvelle » ou « Dieu est avec nous ».

## Variantes
Il a pour variantes en français Emanuelle et Emmanuele, ainsi que Emanuela, Emmanuela et Emmanuella en provenance de l'italien.

## Date de fête
Il est fêté le 25 décembre avec Emmanuel.

## Personnes portant ce prénom
- Pour l'ensemble des articles sur les personnes portant ce prénom, consulter :
  - la liste des articles dont le titre commence par ce prénom
  - les listes produites par Wikidata : Liste des personnes de prénom « Emmanuelle » — même liste en incluant les éventuels prénoms composés qui contiennent « Emmanuelle ».

## Saints des églises chrétiennes
- Bibiana Antonia Manuela Torres Acosta (1826-1887), fondatrice de la congrégation des Servantes de Marie.

## Chansons
- Emmanuelle de Clara Luciani[3].
- Emmanuelle de Pierre Bachelet